# Camarade Dracula
Pour plus de détails, voir Fiche technique et Distribution.
Camarade Dracula (Drakulics elvtárs) est un film hongrois réalisé par Márk Bodzsár et sorti en 2019.

## Synopsis
Au cœur des années 1970, un héros de la révolution cubaine attire l'attention de la police secrète hongroise : éternellement jeune et séduisant, le camarade Fábián ne serait-il pas un vampire ? Un couple d’agents pas franchement bien assortis est mis sur le coup.

## Fiche technique
- Titre : Camarade Dracula
- Titre original : Drakulics elvtárs
- Réalisation : Márk Bodzsár
- Scénario : Márk Bodzsár
- Musique : Gábor Keresztes
- Direction artistique : Aaron Horvath
- Société de production : Filmkontroll
- Budget : 2 million $
- Pays de production:  Hongrie
- Langues originales: hongrois, vietnamien, russe
- Format : couleur
- Genre : comédie, fantastique
- Durée : 95 minutes
- Dates de sorties : 
  - Hongrie : 31 octobre 2019
  - France : 2 septembre 2022 sur Ciné+ Frisson[1]

## Distribution
- Ervin Nagy : László Kun
- Zsolt Nagy : Fábián
- Szabolcs Thuróczy : Esvégh
- Istvan Znamenak : Jeno Cserkó
- Alexandra Borbély : Ibolya
- Mónika Balsai : Mme Nádja
- Eva Kerekes : la secrétaire
- Zsolt Trill : Galambos